# Ředkovský rybník
Ředkovský rybník (Ředkovec či Ředkovák) je rybník u obce Broumova Lhota v okrese Havlíčkův Brod. Nachází se ve vzdálenosti přibližně 700 metrů od obce na severovýchod. Rozloha rybníka je 4,7 ha a leží v nadmořské výšce 425 m n. m.

## Vodní režim
Rybník je napájen od západu Ředkovským potokem, který teče od Broumovy Lhoty a dále bezejmenným tokem od severu. Na východní straně potok rybník opět opouští.
Specifický odtok je qa=6,36 l·s−1km−2 a dlouhodobý průměrný průtok Qa=0.053 m3·s−1.
Celkový objem rybníka Vc je 50 000 m3 a retenční objem pak Vr je 23 500 m3.

## Využití
Rybník je využíván především k rekreačním účelům, je zařazen do seznamu ploch ke koupání (identifikátor KO610202). V blízkosti je chatová osada a rekreační středisko.

## Zajímavosti
- U rybníka se v roce 2011 natáčel film Signál.[4]
- V okolí se vyskytuje několik druhů netopýrů - vousatý, vodní, hvízdavý a černý.[5]
- Historický ukazatel u silnice do Babic.[6]
- Křížek u hráze.
- Naučná stezka Jana Zrzavého.
- Cyklotrasy a turistické trasy.[1]

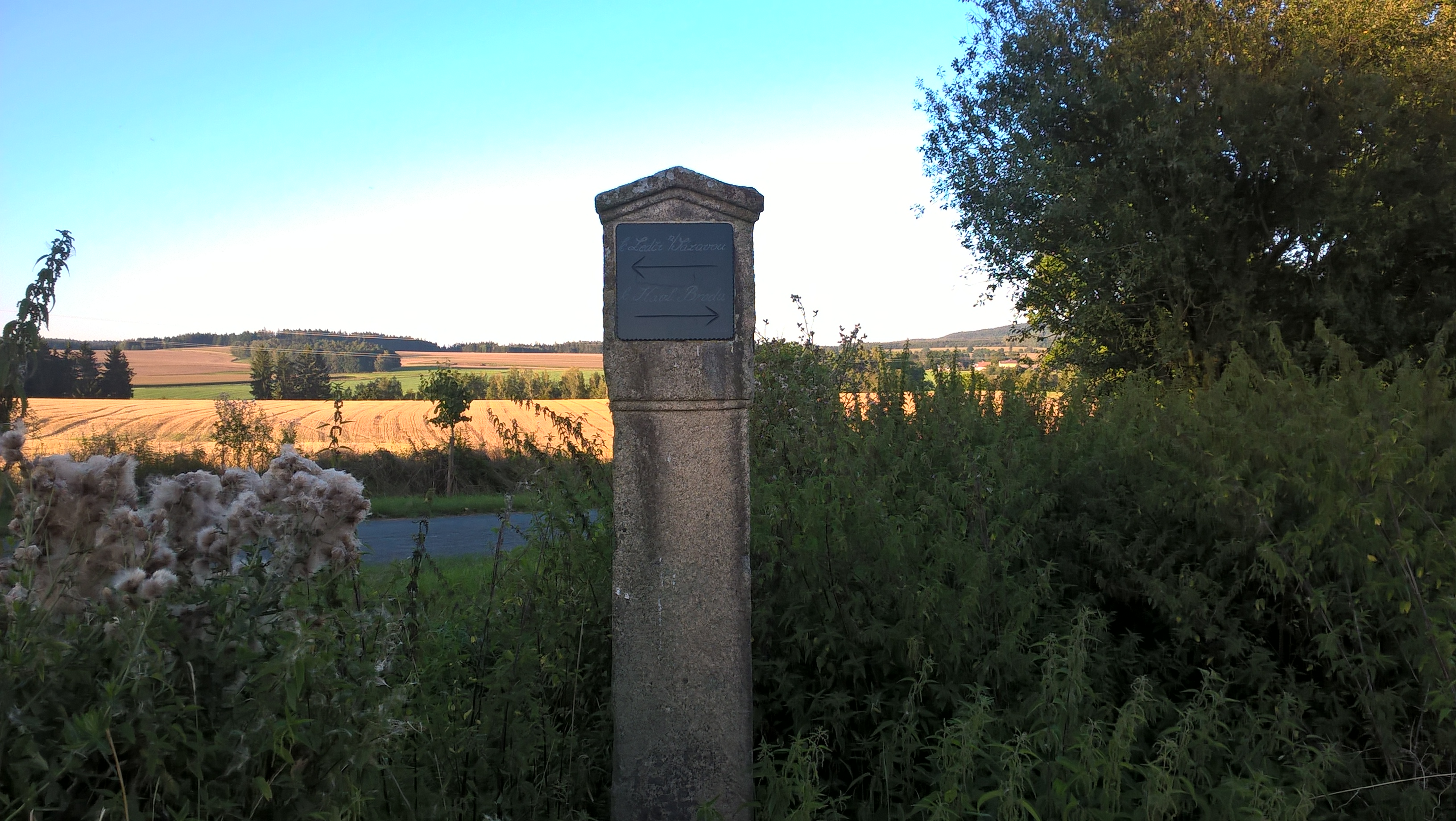
Rozcestník u silnice do Babic